# Juan de Betanzos
Juan Díez de Betanzos y Araos (Betanzos, 1510-Cuzco, 1 de marzo de 1576) fue un explorador y cronista español. Acompañó a Francisco Pizarro y a Diego de Almagro en la conquista del Perú.
Fue Juan de Betanzos uno de los pocos conquistadores españoles que logró aprender el quechua general, lengua oficial del Imperio inca, lo que le sirvió para ser el intérprete y mano derecha de Pizarro. Gracias a ello, y a su matrimonio con la que fuera prometida de Atahualpa, logró granjearse la amistad de gran parte de la nobleza incaica.
Cuando por motivos de las Leyes de Indias, los conquistadores se sublevaron encabezados por Gonzalo Pizarro (hermano de Francisco), Juan de Betanzos apoyó a Pedro de la Gasca, que sofocó la rebelión. Ello le valió la concesión de una encomienda por el emperador Carlos I. Falleció en el Cuzco el 3 de enero de 1576.
De su labor como cronista, destaca especialmente la obra Suma y narración de los Incas, y que supone una de las primeras narraciones de la historia del Imperio Inca. Habría sido, además, el primer español en escribir en quechua, elaborando incluso un vocabulario básico español-quechua hoy perdido.[cita requerida]

## Antecedentes
Aunque no existan indicios, es probable que Juan de Betanzos naciera en la ciudad gallega de Betanzos. Hasta época reciente, su actuación en la cronística peruana, ha sido casi desconocida, puesto que sobre 1880 es cuando aparece una parte de su obra en archivos de El Escorial, y en aquella ocasión, la publica el americanista Marcos Jiménez de la Espada.
Durante la segunda mitad del siglo XX muy pocos historiadores, exceptuando al peruano Raúl Porras Barrenechea, se habían preocupado de Betanzos. Ni siquiera lo conocía el investigador gallego, el franciscano Lino Gómez Canedo, ni tampoco Salvador de Madariaga; este por lo menos, hace alusión al marido de Angelina (la prima hermana de Atahualpa), como uno de los negociadores con el inca Sayri Túpac, pero no cita su nombre, quizás lo desconociera.
En 1987, la Dra. Carmen Martín Rubio, encontró en archivos de Palma de Mallorca, un ejemplar completo de la obra de Betanzos: Suma y Narración de los Incas. Con este hallazgo y el complemento de las expediciones llevadas a cabo en la selva peruana para encontrar la ciudad perdida de Vilcabamba, se difundió la obra literaria de Betanzos y se contribuyó a su conocimiento, aunque, hasta la fecha, no se ha logrado averiguar el lugar del nacimiento de Betanzos.

## Betanzos llega al Perú
La fecha de llegada al Perú no está clara, en 1538, la Real Audiencia de Santo Domingo, nombraba juez de residencia en la isla de Cubagua (Venezuela), a Francisco de Castañeda, y curiosamente el escribano que le acompaña en ese cometido se llamaba Juan de Betanzos, que muy bien pudiera ser el personaje biografiado, dado que ya debía encontrarse en Indias desde hacía más de diez años.
Juan de Betanzos volvía al Perú en 1539, como escribano del juez Castañeda, puesto que después de la actuación de este en las islas de Cubagua y Margarita, (como juez itinerante) iba a Lima a ejercer su misión de juez, ya que figura ejerciendo su cargo en Perú y Nicaragua.

## Consejero de Francisco Pizarro
Betanzos deja a Castañeda y se convierte en hombre de confianza de Francisco Pizarro en los dos últimos años de su vida. Pizarro, muere en julio de 1541 y en 1542, Betanzos se casa con la ñusta Angelina Yupanqui, la viuda-concubina de Pizarro y prima de Atahualpa, con la que el marqués había tenido dos hijos. Betanzos, además de ser valioso como escribano, en la política se movía como pez en el agua, porque hábilmente buscaba acomodo al lado «del sol que más calentaba».

## Consejero de Gonzalo Pizarro
Promulgadas las Leyes Nuevas de 1542, Betanzos es de los que las desaprueban. Como ha muerto su protector, busca nuevo amo y pasará a servir a Gonzalo Pizarro. Cuando este se alza, comienzan los enfrentamientos con las fuerzas reales y Betanzos sopesa la situación; huele el desastre, deja a Gonzalo y cambia de bandera arrimándose a la sombra de don Pedro de La Gasca, el clérigo adusto que con sus dotes persuasivas y su audacia, conseguiría terminar con la hegemonía de los Pizarro y devolvía la calma al Perú.

## Consejero de La Gasca
Por estas series de cualidades, a La Gasca ha debido de serle de suma utilidad y prestarle provechosos servicios, puesto que aplastada la rebelión pizarrista y normalizada la situación, Betanzos, entre otras prebendas, es recompensado con una rica encomienda, en el pueblo de Azángaro, que según Ricardo Palma en sus “Tradiciones peruanas”, por los predios de Azángaro, se conocía una heredad llamada Betanzos.
Juan de Betanzos, ahora cumplido asesor al servicio de La Gasca y del obispo Jerónimo de Loayza, debería andar entre leyes y ordenanzas colaborando en buscar fórmulas equitativas para dejar contentos a sus antagonistas y satisfechos a los actuales compañeros con los nuevos repartos que propiciaba la Corona.

## Historia prehispánica
El segundo virrey, don Antonio de Mendoza, marqués de Mondéjar, llegaba a Lima en septiembre de 1551, y por recomendaciones de La Gasca que conocía las cualidades y la preparación de Betanzos, el virrey le encargaba una delicada misión: la investigación y la redacción de la Historia prehispánica del Perú.
Pero el cronista no tiene suerte porque Mendoza, moría a los nueve meses de ocupar el cargo, y Juan de Betanzos no pudo demostrarle los resultados de su obra historiográfica. De todas formas, este no desmayó en el empeño y siguió recopilando datos entre los parientes regios de su mujer para dar remate a la obra, puesto que tenía la esperanza de que el nuevo virrey la aceptase.

## Betanzos negociador
En junio de 1556, llegaba al Perú el tercer virrey, don Andrés Hurtado de Mendoza, marqués de Cañete, y traía una carta personal de Felipe II para el joven Inca rebelde Sayri Túpac, donde le pedía que abandonase la rebeldía, dejara el reducto de Vilcabamba y se integrase con los españoles. Estas peticiones iban acompañadas de garantías y seguridad para el Inca y toda su familia, además de prometerle una serie de dádivas para que siguiera viviendo en Cuzco, sin agobios y con arreglo al boato de su rango.
Pero el joven Sayri-Túpac pide al virrey una embajada negociadora para concretar los acuerdos y a principios de 1557 salía una misión hacia Vilcabamba; además de otras personas, iba Juan de Betanzos como experto en la lengua quechua y en asuntos nativos.
Faltando pocos meses para la mayoría de edad de Sayri-Túpac, nada se concretó puesto que la decisión dependía de los asesores. Entonces la misión y un par de consejeros del Inca, volvieron a Lima para informar al virrey del acuerdo tomado y discutir los bienes y prebendas que deberían otorgársele al Inca.
Al fin, el 5 de enero de 1558, Sayri-Túpac entraba en Lima y era recibido con todo el boato y agasajado por las autoridades limeñas. Se acogía al perdón real y abandonaba la rebeldía independentista para vivir tranquilamente entre los españoles con las jugosas rentas que le proporcionaban las encomiendas asignadas.

## Anécdota incaica
Del agasajo dispensado al Inca, hay una curiosa anécdota originada durante la comida que le ofrece el arzobispo Loaysa: Terminado el banquete, un criado del clérigo entra en la sala con una bandeja de plata donde trae una cédula del virrey con la relación de bienes y mercedes que se otorgarán al Inca. Este gesto de arrogancia desagradó a Sayri-Túpac, y arrancando un hilo del fleco del mantel que cubría la mesa, sarcásticamente lo mostró al arzobispo mientras irónicamente le decía:

“Todo este mantel y su guarnición eran míos, y ahora me dan este pelito para mi sustento y el de mi familia”

## Misión cumplida
Por aquellas fechas, Betanzos había concluido su diccionario incaico y la Historia del Perú, a la que tituló: Summa y Narración de los Incas, y como había muerto el marqués de Mondéjar, se lo dedicaba al virrey marqués de Cañete; pero este no hizo caso, o no tuvo tiempo de preocuparse de estos trabajos porque fallecía en septiembre de 1560 y los manuscritos quedarían archivados y olvidados hasta que, primeramente los publicaba Jiménez de la Espada a finales del siglo XIX, y el descubrimiento de la Dra. Martín Rubio, dieron difusión a la obra de Juan de Betanzos.

## Más negociaciones
Juan de Betanzos, como experto en asuntos indígenas y hombre de confianza del virrey, intervino en el proceso negociador de las dádivas concedidas a Sayri-Túpac. Pero la paz que se buscaba con el acercamiento del Inca rebelde, no iba a durar mucho tiempo, puesto que Sayri-Túpac moría repentinamente a mediados de 1560.
Con la repentina muerte de Sayri-Túpac, la alarma y la incertidumbre volvían otra vez a inquietar a los españoles, puesto que su hermano bastardo Titu Cusi Yupangui se coronaba como nuevo Inca y nuevamente se reanudaban los asaltos y muertes a los españoles que se aventuraban a trasladarse de una ciudad a otra.
Vuelta a empezar con las negociaciones y Betanzos intervenía otra vez en el difícil cometido; pero Titu Cusi era demasiado audaz y con inteligentes evasivas daría largas al asunto intentando negociar una buena compensación para abandonar su rebeldía. Juan de Betanzos esta vez no tuvo suerte en sus negociaciones, puesto que no logró ningún resultado satisfactorio en su nueva visita a Vilcabamba.
En abril de 1561 llegaba a Lima el cuarto virrey del Perú, Diego López de Zúñiga conde de Nieva, y vuelven a reanudarse las negociaciones con Titu Cusi, pero como las exigencias del Inca seguían siendo ambiciosas, no se conseguirá nada destacable durante el corto mandato del virrey, puesto que repentinamente muere en febrero de 1564.

## Espera
El 30 de noviembre de 1569 llegaba a Lima el quinto virrey don Francisco Álvarez de Toledo, hombre de ideas firmes, actuación contundente y leal servidor de la Corona de Castilla; este se abocaba a terminar con el foco rebelde que persistía en Vilcabamba, y a tomar contactos con los nobles descendientes de los Incas que vivían en Cuzco para conocer sus reacciones en cuanto a que alguno de ellos tuviera intenciones de rebelarse contra el dominio hispano, ya que la mayoría de esos aristócratas incaicos solían conspirar en las sombras.

## Guerra al Inca
Titu Cusi, tampoco se salvaba de las apetencias sucesoras y moría hacia mayo de 1571. Le sucedía su hermano, el joven Túpac Amaru. Con la elevación al trono de Túpac Amaru, se acentuaban las diferencias y se recrudecían los desafueros.
Y como el virrey tenía poca paciencia, los desatinos de Túpac Amaru le bastaron para invadir el territorio rebelde. Antes de tomar medidas represivas, el virrey mandó un emisario para averiguar las razones del silencio, pero este era asesinado antes de que lo recibiera el Inca. Un criado contó lo sucedido.
Al fin se declaraba la guerra a los rebeldes y el 14 de abril de 1572, salían hacia Vilcabamba 250 españoles, 2500 indios flecheros; mientras, otro centenar de españoles dieron un rodeo para cortarle la retirada a Túpac Amaru en caso de que intentara escapar hacia la Amazonia.
Después de cinco meses, Túpac Amaru y sus capitanes eran vencidos y hechos prisioneros. Aquel reducto rebelde, el último territorio inexpugnable que permaneció libre durante treinta y cinco años, había traído de cabeza a los conquistadores y ahora quedaba pacificado e incorporado a la Corona. El 24 de septiembre de 1572, el último Inca y sus generales eran condenados y ejecutados en la plaza de Cuzco. Esto desagradó a Felipe II y reprendió severamente el proceder del virrey.

## El ocaso del cronista
Al envejecer, Juan de Betanzos se establece en la ciudad de Cuzco, siendo testigo de la transformación de la capital del Imperio incaico, iniciada en 1533, tomando esta una apariencia colonial debido a las influencias que acarreaba el ser la residencia de los Pizarro y la soldadesca hispana. La antigua capital imperial sufría sus más significativas transformaciones después de ser arrasada por el tumulto de las guerras, de las que fueron testigo sus viejos muros.
Pero como el paso del tiempo es inexorable, a Juan Díez de Betanzos también le llegó su hora, y después de sus servicios y contribuciones históricas, moría en el Cuzco en el año de 1576, llevándose a la tumba el secreto de su origen.